# Caracușenii Vechi
Caracușenii Vechi è un comune della Moldavia situato nel distretto di Briceni di 4.198 abitanti al censimento del 2004.